# Herminia griselda
Herminia griselda là một loài bướm đêm trong họ Noctuidae.